# Henry Corbin
Henry Corbin (14 de Abril de 1903 – 7 de Outubro de 1978) foi um filósofo, teólogo e professor de Estudos Islâmicos da Universidade de Sorbonne em Paris, França.  
Corbin é responsável por redirecionar o estudo da filosofia islâmica como um todo. Em sua Histoire de Ia philosophie islamique (1964), ele desaprovou em sua pesquisa a visão comum de que a filosofia entre os muçulmanos chegou ao fim depois de Averróis.

## Biografia
Corbin nasceu em 1903 na cidade de Paris. Desde garoto, apresentou a profunda sensibilidade musical evidente em seus trabalhos. Apesar de ter nascido sob o Protestantismo, foi educado na tradição Católica e com 19 anos recebeu o certificado em Filosofia Escolástica do Instituto Católico de Paris. Três anos depois, obteve seu licence de philosophie junto ao tomista Étienne Gilson. Em 1928 conheceu Louis Massignon, diretor de Estudos Islâmicos da Sorbonne; Louis foi o introdutor de Corbin aos escritos de Surauardi, o filósofo e místico persa do século XII, cujos trabalhos influenciaram seu pensamento desde então. Anos depois, Corbin disse que "através do meu encontro com Surauardi, meu destino espiritual para a passagem por este mundo foi selado. O platonismo, expresso em termos da angelologia zoroastriana da antiga Pérsia, iluminou o caminho que eu estava procurando".
Corbin é o responsável por redimensionar os estudos em Filosofia islâmica como um todo. Em sua Histoire de la philosophie islamique (1964) - literalmente, "História da filosofia islâmica", combateu o senso comum de que a filosofia entre os muçulmanos encerrou-se após Averróis, demonstrando que, pelo contrário, continuou existindo uma filosofia viva, ativa, no oriente muçulmano, especialmente no Irã, que teve continuidade até a contemporaneidade.